# Laurence Jackson
Laurence Jackson (ur. 16 września 1900 w Carnwath, zm. 27 lipca 1984 w Biggar) – szkocki curler.
Jako członek drużyny, pod przewodnictwem ojca Williama Jacksona z Royal Caledonian Curling Club, zdobył złoty medal olimpijski podczas pierwszych zimowych igrzysk w 1924. Medal przyznany został mu pośmiertnie w 2006.

## Drużyna
|          | Skład |
| -------- | --- |
| ZIO 1924 | William Kilgour Jackson, Robin Welsh, Thomas Murray, Laurence Jackson, John T.S. Robertson-Aikman, John McLeod, William Brown, Delaval Astley |